# Halimeda macrophysa
Espèce
Halimeda macrophysa est une espèce d'algues vertes de la famille des Udoteaceae.